# Францишко Леонід Якович
Леонід Якович Францишко (рос. Леонид Яковлевич Францишко, нар. 1944 — 1 жовтня 2024) — радянський волейбольний суддя (представляв Львів), тепер — український волейбольний функціонер. Суддя міжнародної категорії (1979), обслуговував матчі Олімпійських ігор 1980, а також п'яти чемпіонатів світу та п'яти чемпіонатів Європи.
Колишній військовослужбовець. Входить до складу виконкому Львівської обласної федерації волейболу.